# 高柳佐知子
高柳 佐知子(たかやなぎ さちこ、1941年 - )は、日本の挿絵画家 (イラストレーター)、エッセイスト、児童文学作家 (絵本作家)。

## 経歴・人物
埼玉県生まれ、女子美術短期大学卒業。イラストを中心に活動しており、海外の児童文学に関するエッセイも執筆。近年では絵本の創作も行っている。
2012年11月には東京で個展が開かれた。

## 著書
- 『エルフさんの店 ファンタジックショップ』学習研究社　1976　のちフェアリー書房
- 『トウィンクルさんの店 ファンタジックショップ』学習研究社　1977
- 『りんごの絵本』圭文社　1979
- 『プレゼントの絵本』文&イラスト　バンダイ　1983　ポシェット・ブックス
- 『季節のカントリーノート 雲や木や花を愛するあなたへ』じゃこめてい出版　1985
- 『ハイウィロウ村スケッチブック』河出書房新社　1987
- 『不思議の村のハロウィーン』河出書房新社　1988
- 『アリゼの村の贈り物』河出書房新社　1989
- 『ティスの魔女読本』河出書房新社　1990
- 『生意気ウサギ』作・絵　ウオカーズカンパニー　1990
- 『「赤毛のアン」ノート 夢みるあなたへの贈り物』大和出版　1991　のちちくま文庫
- 『赤毛のアンの「腹心の友」ノート 想像力は妖精からの贈り物』大和出版　1992
- 『旅からさようなら』河出書房新社　1992
- 『ファンタジー・ランドのお料理ノート パティパン・クッキング』河出書房新社　1994
- 『イギリス湖水地方を訪ねて』河出書房新社　1995
- 『ナチュラル暮らしの手作り工房へ、ようこそ。 毎日を愉しむアイディアノート』大和出版　1995
- 『風のまにまにイギリスの村へ』河出書房新社　1996
- 『庭が仕事場』河出書房新社　1997
- 『モンゴメリーの「夢の国」ノート 「赤毛のアン」の世界をもっと楽しみたいあなたへ』大和出版　2000
- 『ケルトの国へ妖精を探しに』河出書房新社　2005
- 『夢みる頃をすぎても Sweet Time』河出書房新社 らんぷの本　2011
- 『エルフさんの店』亜紀書房 2013. 11. 25　復刊